# Clan Carthy
Pour les articles homonymes, voir Carthy.
Le clan Carthy était un clan irlandais  issu de la dynastie Mac Carthy (ou Mac Carthaigh) et de leurs vassaux.

## Historique
Les principales branches de ce clan furent :
- la branche des Mac Carthaigh-Mór, anglicisé en Mac-Carthy-Mor;  rois puis princes des Irlandais de Desmond, comte de Clancare et chef du clan Carthy [1];
- la branche des Mac Carthaigh Riabhach anglicisé en Mac-Carthy-Reagh, princes de Carbery[2];
- la branche des Mac Carthaigh Muscraighe anglicisé en Mac Carthy-Muskerry, lords de Muskerry, puis comtes de Clancarthy[3] ;
- la branche des Mac Carthaigh Mac Donnchadha anglicisé en Mac Carthy-Duhallow, lords de Duhallow.

Par extension, le clan Carthy englobait, outre les Mac Carthy, l'ensemble des clans vassaux du prince de Desmond, c'est-à-dire l'ensemble des Irlandais des actuels comtés de Kerry et de Cork. 
Le dernier prince de Desmond vassal et non sujet de la couronne anglaise fut Donal Mac Carthy Mor, comte de Glencar, décédé en 1596. Son gendre, Florence Mac Carthy Reagh, puis Mac Carthy Mor, tenta de lui succéder mais fut capturé puis détenu à Londres pendant environ quarante ans.
Le titre de Comte de Clancarty a été créé en 1803 dans la Pairie d'Irlande et celui de Vicomte Clancarthy a été créé en 1823 dans la Pairie du Royaume-Uni pour Richard Trench.
Le Clan Carthy est actuellement dirigé par la famille Power, descendante de John Power, écuyer, marié avec Helen Mac Carthy, fille de Cormac, Lord Muskerry.